# 一般化句構造文法
一般化句構造文法（英: Generalized phrase structure grammar、GPSG）とは、自然言語の統語論と意味論を記述するためのフレームワークである。GPSGは Gerald Gazdar が1970年代後半に開発した。ほかに Ewan Klein、Ivan Sag、Geoffrey Pullum といった研究者がいる。彼らの著書 Generalized Phrase Structure Grammar は1985年に出版され、特に英語へのGPSGの適用に関しては決定的な文献となっている。
GPSGの主たる目標の一つは、自然言語の文法を文脈自由文法で記述できることを示すことであり、そのための便利な規定をいくつか用意している。それは、洗練された素性構造体系、文脈自由文法の生成規則を生成するためのいわゆるメタ規則などである。GPSG はさらに構文的記述に意味論的注釈を加え、それを文の構文木から合成的意味を求めるのに使う。ただし、このような拡張によって構文解析アルゴリズムの計算量は、通常の文脈自由文法よりも増大することが指摘されている（Robert Berwick など）。
Gerald Gazdar や他の多くの言語学者は、自然言語を文脈自由文法で適正に表現することはできないと主張している。
GPSG は生成文法に対する反応のひとつとして生まれた。実際、GPSGでの文脈自由文法への記述能力の拡張は変換を冗長にすると言われている。GPSGでの文法的な発明の多くは、主辞駆動句構造文法へと受け継がれた。